# Leo Dickens
Leo Dickens là một cầu thủ bóng đá thi đấu ở vị trí hậu vệ ở Football League cho Chester.